# Железный Гинденбург

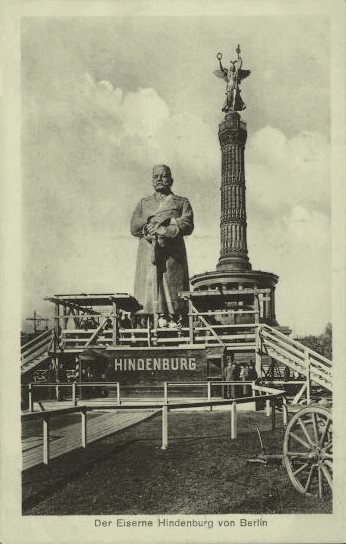
«Железный Гинденбург» на фоне колонны Победы. 1917

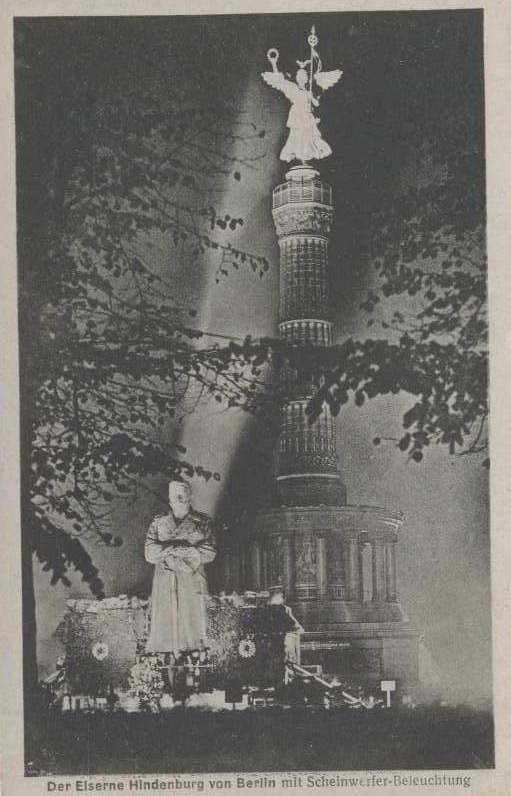
«Железный Гинденбург». Открытка 1919 года

«Железный Гинденбург» (нем. Eiserner Hindenburg) — несохранившийся памятник германскому военачальнику Паулю фон Гинденбургу, установленный в Берлине на площади Кёнигсплац в Первую мировую войну.
«Железный Гинденбург» представлял собой деревянную скульптуру генерал-фельдмаршала в полный рост высотой в 12,5 метров, изготовленную из ольхи на железном каркасе и обитую гвоздями. Являлся самым крупным из «железных воинов», участвовавших в сборе средств на военные нужды. Образ Гинденбурга для пропагандистского памятника из гвоздей был создан скульптором Георгом Маршаллем и выполнен инженером Кольраушем. С 4 сентября 1915 года, когда в памятник был вбит первый гвоздь, и до конца войны «железный Гинденбург» собрал более одного миллиона рейхсмарок. Средства, полученные в ходе пропагандистской акции, были поделены между тремя спонсорами скульптуры: авиационной компанией, национальным фондом и городом Берлином. По окончании войны «Железный Гинденбург» был отправлен на склад и позднее пущен на дрова. В 1938 году уцелевшая голова памятника стала экспонатом выставки на Лертском вокзале, где сгорела при пожаре во время бомбардировки во Вторую мировую войну.